# الديسة (الدقهلية)
قرية الديسة هي إحدى القرى التابعة لمركز بنى عبيد في محافظة الدقهلية في جمهورية مصر العربية. حسب إحصاءات سنة 2006، بلغ إجمالي السكان في الديسة 1142 نسمة، منهم 573 رجل و569 امرأة.